# 樹蛋糕
樹蛋糕是一種在立陶宛、波蘭、白俄羅斯等地的傳統點心，外觀以像是延伸許多樹枝模樣的樹幹為其特徵。

## 歷史
此甜點受到注目的時期，被認為是在波蘭立陶宛的博娜·斯福爾扎王后期間。當時博娜·斯福爾扎曾對約域治亞人族群實施農業基礎建設，這個當地的點心便逐漸在波蘭立陶宛國內流傳。
而它獨特的外觀，在原名裡有「多枝的樹」、「分枝的樹」等意思。
作為立陶宛、波蘭、白俄羅斯等地方的傳統點心，在2006年的歐洲日裡，樹蛋糕有被挑選為在歐洲咖啡館活動上代表立陶宛的甜點。同一年裡，波蘭瓦爾米亞-馬祖里省也將馬祖里亞當地的樹蛋糕列為該省具代表的傳統產品清單中。另外在2019年，白俄羅斯有把在Porazava一帶製作樹蛋糕的配方，列在白俄羅斯的官方歷史文化遺產名錄裡頭。

## 方法
樹蛋糕的製作方法，主要是將雞蛋麵糊淋在烤棒表面後，一邊不斷旋轉烤棒烘烤，一邊慢慢繼續淋上雞蛋麵糊。在旋轉過程中因麵糊尚未完全凝固，因此會有像水滴般慢慢流出的形狀，等冷卻完畢後，便形成像是有多樹枝的樹幹模樣。

## 圖集
- 一塊烘烤中的樹蛋糕。
- 切塊的樹蛋糕。
- 包裝成零售販賣的樹蛋糕。
- 波蘭蒙基當地的樹蛋糕廣告。